# 科爾賓城 (新澤西州)
科爾賓城（英語：Corbin City）是一個位於美國新澤西州大西洋縣的城市。

## 人口
根據2020年美國人口普查的數據，科爾賓城的面積為23.24平方千米，當中陸地面積為19.94平方千米，而水域面積為3.30平方千米。當地共有人口471人，而人口密度為每平方千米20人。